# Королівське товариство мистецтв
Королі́вське товари́ство мисте́цтв (англ. Royal Society of Arts, RSA, повна назва Royal Society for the Encouragement of Arts, Manufactures and Commerce) — британська організація, що базується у Лондоні.

## Історична довідка
Товариство було засноване у 1754 році англійським винахідником і художником Вільямом Шиплі як Society for the Encouragement of Arts, Manufactures and Commerce, у 1847 році отримало Королівську хартію і у 1908 році — право використовувати термін Royal (рішенням короля Едуарда VII).
Скорочена назва товариства — Royal Society of Arts використовується частіше, ніж повна; ці слова вигравіювані на фризі будівлі товариства.
Місія Королівського товариства мистецтв, що записана в його установчому статуті, полягає у тому, щоб «заохочувати підприємництво, розширювати науку, удосконалювати мистецтво, удосконалювати наших виробників і розширювати нашу торгівлю». Члени товариства мають право використовувати акронім FRSA (англ. Fellow of the Royal Society of Arts) у своєму імені, що вважається за честь і є привілеєм.
Товариство присуджує три нагороди:
- Медаль Альберта (Королівське товариство мистецтв);
- медаль Бенджаміна Франкліна[en];
- медаль двохсотліття Королівського товариства мистецтв [en].

## Керівництво

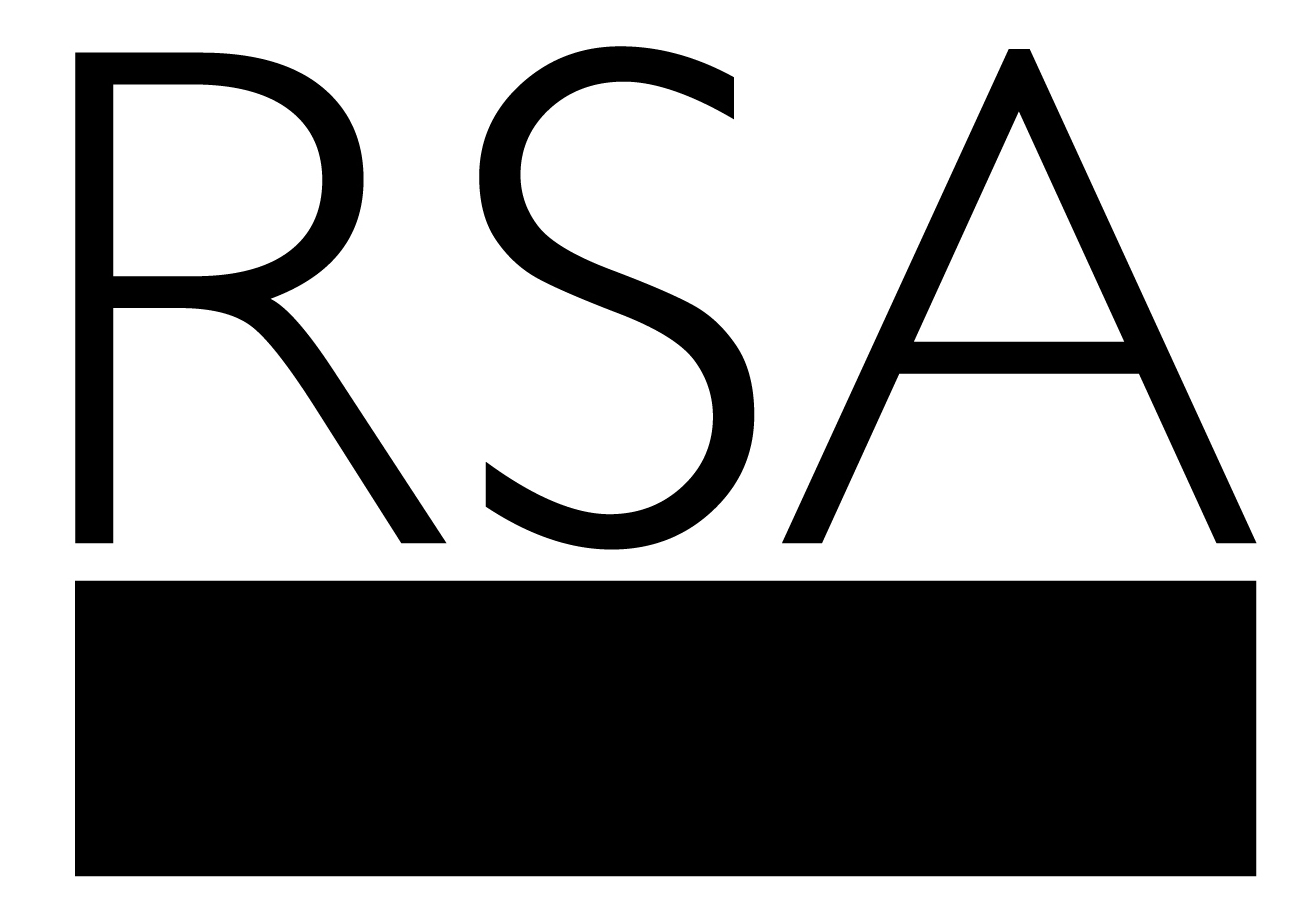
Логотип організації

Патроном RSA є королева Єлизавета II, президентом — Принцеса Анна (яка замінила свого батька Філіпа, герцога Единбурзького у 2011 році), головою — Віккі Гейвуд, виконавчим директором — Метью Тейлор.

### Президенти
- 1755—1761: Джейкоб Бувері, 1-й віконт Фолкстон[en]
- 1761—1793: Роберт Маршем, 2-й барон Ромні[en]
- 1794—1815: Чарлз Говард, 11-й герцог Норфолк[en]
- 1816—1843: Август Фредерік, герцог Сассекський
- 1843—1861: Альберт Саксен-Кобург-Готський
- 1862—1862: Вільям Тук[en]
- 1863—1901: Едуард VII
- 1901—1901: Фредерік Брамвелл[en]
- 1901—1910: Георг V
- 1910—1910: Річард Вебстер, 1-й віконт Алверстоун[en]
- 1911—1942: Артур Вільям Патрик Альберт
- 1942—1943: Едвард Кроу[en]
- 1943—1945: Едвард Армстронг[en]
- 1945—1947: Річард Беннет
- 1947—1952: Єлизавета II
- 1952—2011: Філіп, герцог Единбурзький
- 2011– : Принцеса Анна